# Hymenodictyon parvifolium
Hymenodictyon parvifolium là một loài thực vật có hoa trong họ Thiến thảo. Loài này được Oliv. mô tả khoa học đầu tiên năm 1885.